# Bakalove, Rozdilna
Bakalove (în ucraineană Бакалове) este un sat în comuna Starostîne din raionul Rozdilna, regiunea Odesa, Ucraina.

## Demografie
Componența lingvistică a localității Bakalove
     Ucraineană (80,13%)
     Română (15,38%)
     Bulgară (2,56%)
     Rusă (1,92%)
Conform recensământului din 2001, majoritatea populației localității Bakalove era vorbitoare de ucraineană (80,13%), existând în minoritate și vorbitori de română (15,38%), bulgară (2,56%) și rusă (1,92%).